# 摩德納
摩德納（義大利語： 義大利語：[ˈmɔːdena] ⓘ；伊特拉斯坎語: Mutna），意大利北部城市，位於波河的南岸，艾米利亞-羅馬涅大區摩德納省省會。
摩德納是一座古城，是总主教驻地，现在以「引擎之都」而著稱，因為有許多意大利著名的跑车製造商如法拉利、德托马索、藍寶堅尼、帕加尼及瑪莎拉蒂將工廠設立於此，而且除藍寶堅尼之外，它们的总部也都设在摩德納市内或附近。藍寶堅尼的总部设在毗邻的博洛尼亚省的聖阿加塔-博洛涅塞。

## 歷史
摩德納早於鐵器時代已有人居於境內。該城建市之確實日期已不可考，但肯定早於公元前3世紀已經存在。古羅馬時代受古羅馬控制，屬軍事重鎮之一。
到了中世紀，於公元7世紀遇上了大洪水，最終全城遭到廢棄。直到9世紀才被重建。1175年創立了摩德纳和雷焦艾米利亚大学，屬全國第二古老之大學，同時也是世界第六古老之大學。
到19世紀意大利王國建立，於1893年由市議會通過重建項目，包括重建舊城，同時興建了馬志尼廣場。早年該城主要以手工藝生產為主，至20世紀開始建成多個跑車廠，包括De Tomaso、帕加尼及瑪莎拉蒂等等。

## 地理
摩德納位處於意大利中北部，屬平原地帶，位處於塞基亞河和帕納羅河中間，兩者皆流入波河。氣候溫和，一年差不多所有時間都較為潮濕。
摩德納城約分為四個社區：
- Centro storico：最具歷史之一區，屬該城核心。
- Crocetta
- Buon Pastore
- San Faustino

### 氣候
此地氣候為溫帶地中海型氣候。
| 摩德納             | 摩德納      | 摩德納     | 摩德納      | 摩德納      | 摩德納      | 摩德納      | 摩德納      | 摩德納      | 摩德納      | 摩德納      | 摩德納      | 摩德納     | 摩德納      |
| 月份               | 1月         | 2月        | 3月         | 4月         | 5月         | 6月         | 7月         | 8月         | 9月         | 10月        | 11月        | 12月       | 全年        |
| ------------------ | ----------- | ---------- | ----------- | ----------- | ----------- | ----------- | ----------- | ----------- | ----------- | ----------- | ----------- | ---------- | ----------- |
| 平均高温 °C（°F）  | 5.6 (42.1)  | 8.5 (47.3) | 13.1 (55.6) | 17.6 (63.7) | 22.5 (72.5) | 26.8 (80.2) | 29.7 (85.5) | 29.0 (84.2) | 25.0 (77.0) | 19.0 (66.2) | 12.3 (54.1) | 6.5 (43.7) | 18.0 (64.3) |
| 日均气温 °C（°F）  | 2.4 (36.3)  | 4.6 (40.3) | 8.7 (47.7)  | 12.8 (55.0) | 17.2 (63.0) | 21.2 (70.2) | 23.8 (74.8) | 23.3 (73.9) | 19.8 (67.6) | 14.5 (58.1) | 8.9 (48.0)  | 3.5 (38.3) | 13.4 (56.1) |
| 平均低温 °C（°F）  | −0.7 (30.7) | 0.8 (33.4) | 4.3 (39.7)  | 8.0 (46.4)  | 12.0 (53.6) | 15.7 (60.3) | 17.9 (64.2) | 17.6 (63.7) | 14.6 (58.3) | 10.0 (50.0) | 5.6 (42.1)  | 0.6 (33.1) | 8.9 (48.0)  |
| 平均降水量 mm（）  | 55 (2.2)    | 54 (2.1)   | 65 (2.6)    | 77 (3.0)    | 71 (2.8)    | 63 (2.5)    | 46 (1.8)    | 59 (2.3)    | 67 (2.6)    | 87 (3.4)    | 94 (3.7)    | 71 (2.8)   | 809 (31.8)  |
| 来源：Climate Data |             |            |             |             |             |             |             |             |             |             |             |            |             |

## 經濟
以工業為主，其中以跑車生產最為著名，有「引擎之都」之稱。

## 名胜

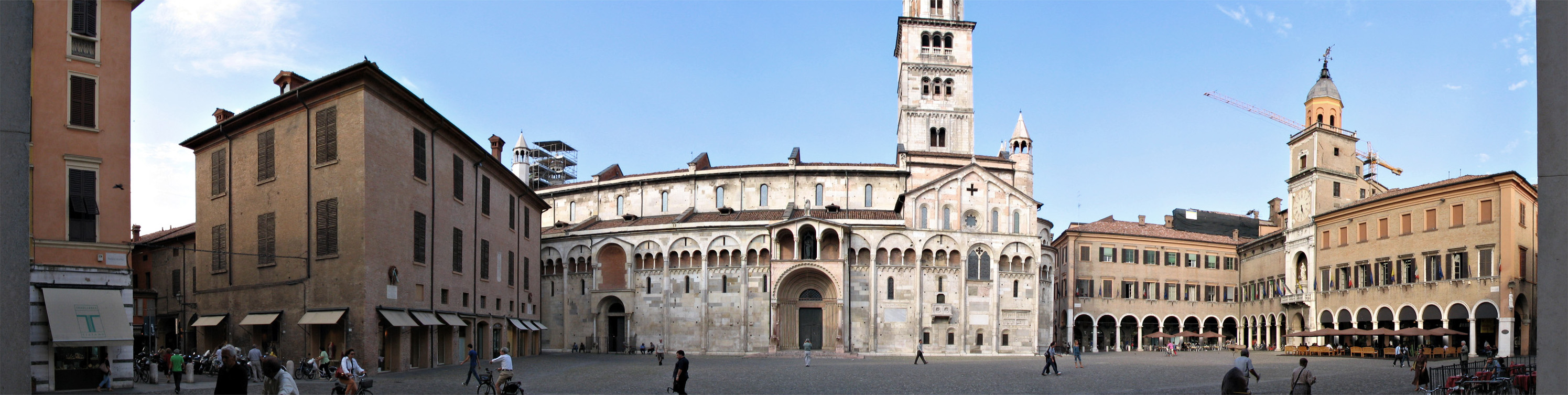
大广场全景

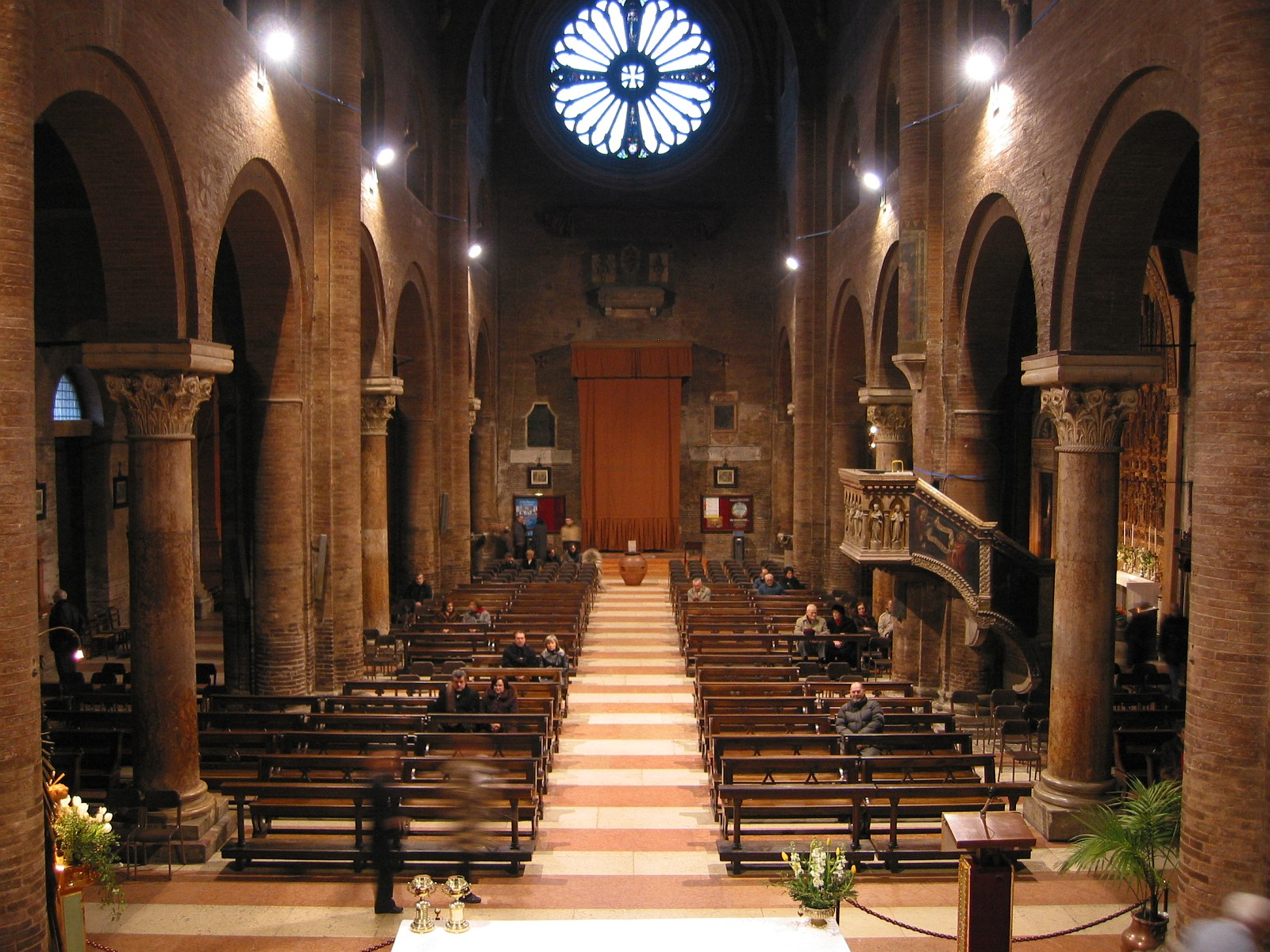
主教座堂内部

### 宗教建筑
- 摩德纳主教座堂和市民塔（附属钟楼）：位于摩德纳市中心，连同前面的摩德纳大广场，均已被列为世界文化遗产。在伯爵夫人卡诺莎的玛蒂尔达的指导下，于1099年6月6日奠基，地下室留给城市的主保圣人吉米尼亚诺（Saint Geminianus），六年后祝圣，1184年完工。在这个易受洪水蹂躏的亚流派的前中心，建造一座伟大的主教座堂，本身就是城市更新的一种行为，也表现了当时第一次十字军东征所激发的虔诚的洪流。不同寻常的是，这位建筑大师的名字兰弗兰科在他那个时代被庆祝：这座城市的编年史家表达了对来自科莫的泥瓦匠大师兰弗兰科的普遍信任：由于上帝的怜悯，这个人被发现了。指导庭院的雕塑家威利格尔姆斯在纪念建造的牌匾上受到称赞。雕塑并没有迷失在大量的细节中：外部危险的宇宙，经过大门上的圣经人物，通往内部的基督教世界。在摩德纳的威利格尔姆斯雕塑中，人体呈现出一种在前几个世纪的示意象征人像中已失去的新的物质性。在东端，三个半圆形后殿反映出主教座堂的主体分为中殿和宽阔的走道。摩德纳主教座堂启发了整个波河流域模拟建造大教堂和修道院的运动。哥特式钟楼（1224–1319）称为基尔兰迪纳塔，得名于风向标周围的青铜花环。

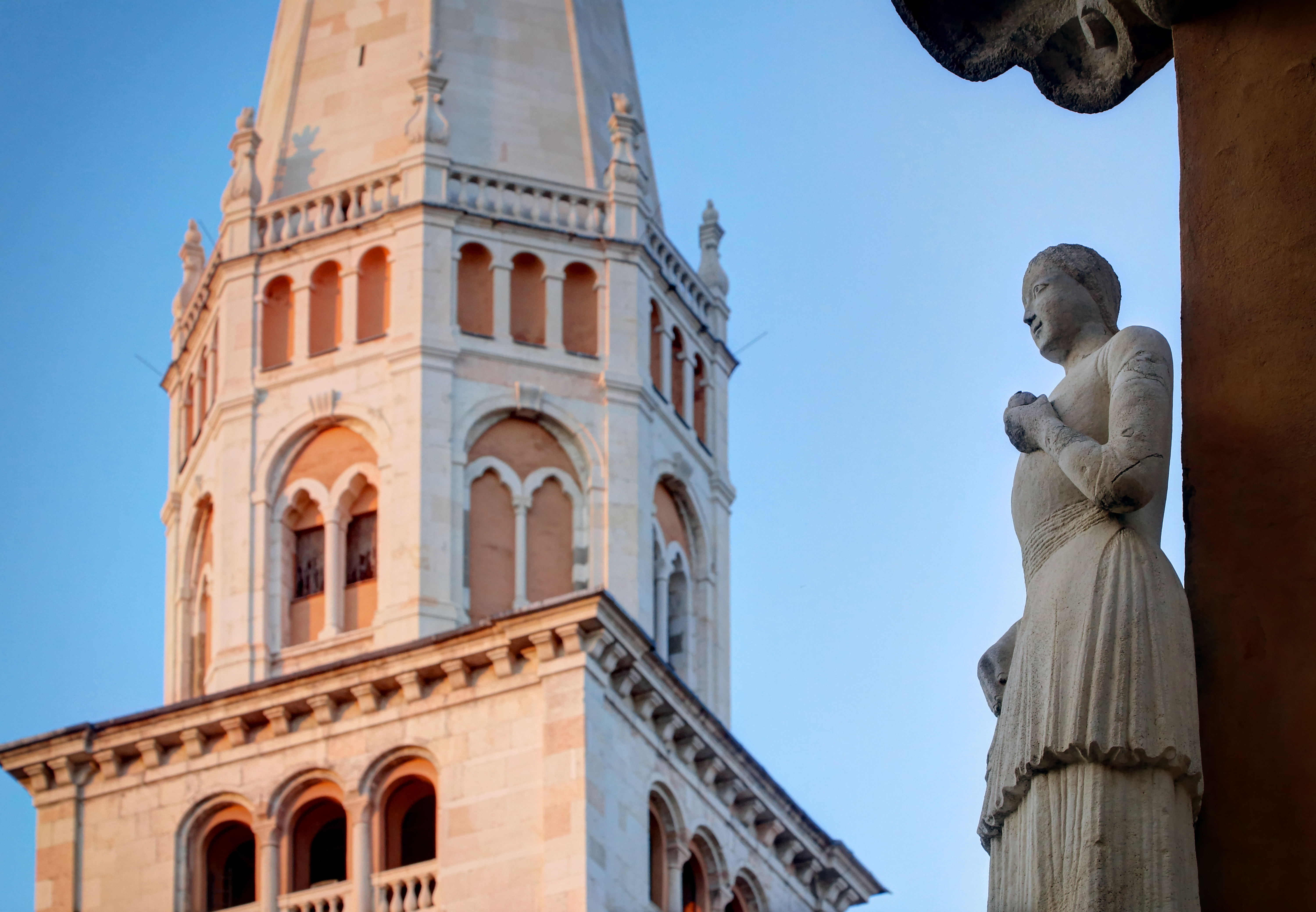

- 圣文生堂（San Vincenzo）：建于17世纪，位于13世纪前的教堂之上。最初的设计者是保罗·雷吉亚诺，但由贝尔纳多·卡斯塔尼尼完成，可能是由年轻的瓜里诺·瓜里尼帮助完成。在内部，西吉斯蒙多·考拉的壁画描绘圣文生和聖嘉耶當的生平。穹顶在二战期间被毁。这座教堂收藏有埃斯特公爵的墓碑。
- 彭波萨圣母堂：可能是城里最古老的教堂，早在1135年就有记载。中世纪教堂的原始痕迹已很少。现在的教堂的建造主要是由本堂神父卢多维科·安东尼奥·穆拉托里（1716-1750）彻底重建。
- 圣若翰斩首堂（San Giovanni Decollato）：建于16世纪，建于一座已有的供奉圣弥额尔的教堂之上，18世纪有所改建。
- 圣奥斯定堂（Chiesa Parrocchiale di Sant'Agostino）：建于14世纪，1663年，为阿方索四世·埃斯特的葬礼，进行了大规模翻修，装饰灰泥和镶板天花板。最著名的艺术品是摩德纳人安东尼奥·贝加雷利的“下十字架”（1476 年），曾经在圣若翰堂。仍然可以看到托马索·达·摩德纳的14世纪壁画的痕迹。
- 圣方济各堂（San Francesco）：哥特式风格，由方济各会始建于1224年，两个世纪后才完工。收藏有贝加雷利的杰作之一“下十字架”，由十三座雕像组成。
- 圣伯多禄堂（San Pietro）：据传说，该堂兴建在朱庇特神庙之上。现在的文艺复兴建筑始建于1476年，毗邻城墙外建于996年的本笃会修道院；教堂是摩德纳这种风格的少数15世纪建筑之一。内部有15世纪的管风琴，和许多贝加雷利的作品。钟楼建于1629年。
- 圣乔治堂（San Giorgio）：希腊十字平面，建于1647 年。正祭台（1666年）由安东尼奥·洛拉吉用彩色大理石建造，有著名的圣母像。

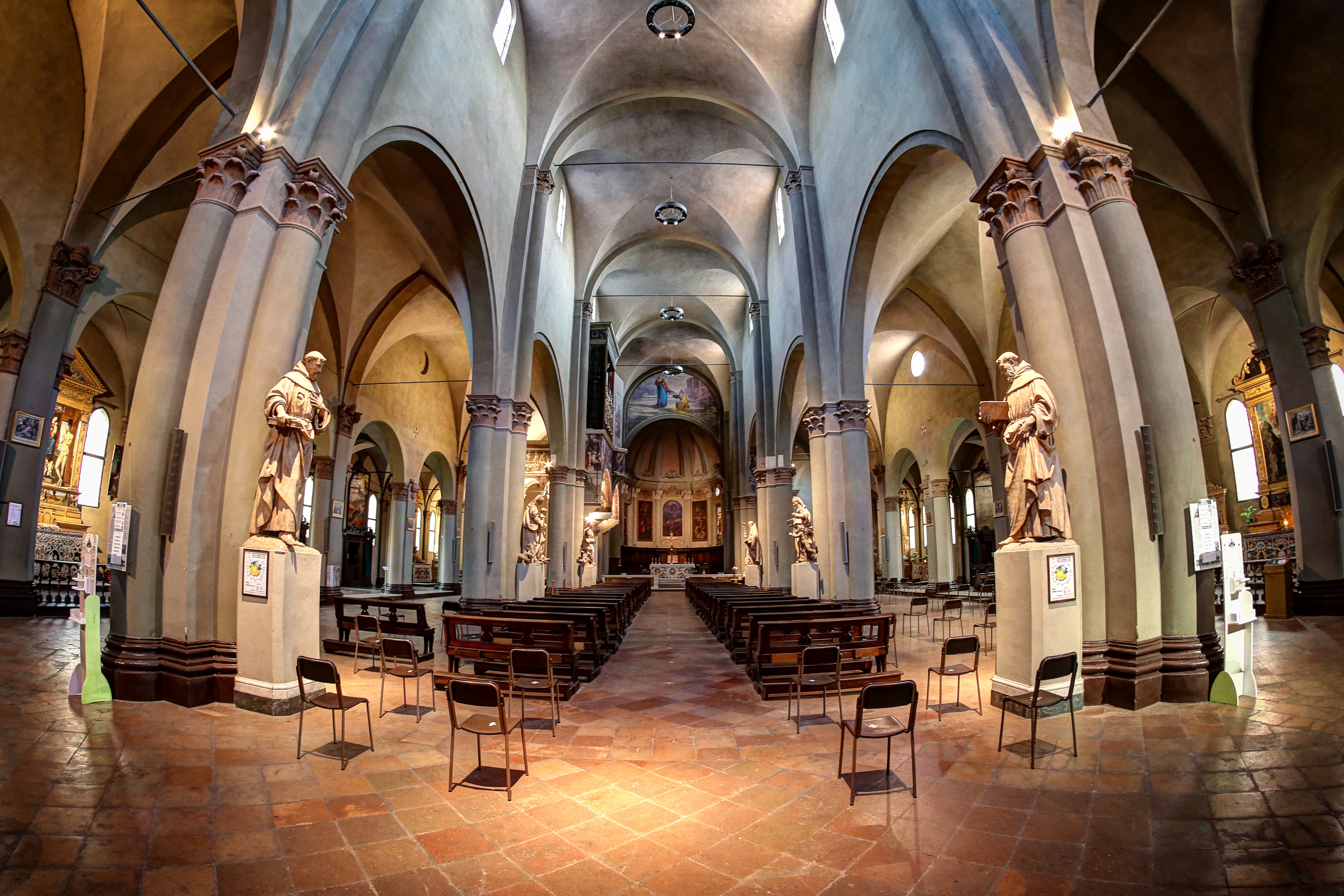
圣伯多禄堂

- 圣巴尔多禄茂堂（San Bartolomeo）
- 还愿教堂（Chiesa del Voto）：在1630年黑死病停止后兴建。
- 摩德纳犹太会堂：毗邻市政宫，由摩德纳犹太社区以伦巴第式风格建造，于1873 年落成。

### 世俗建筑

摩德纳公爵宫

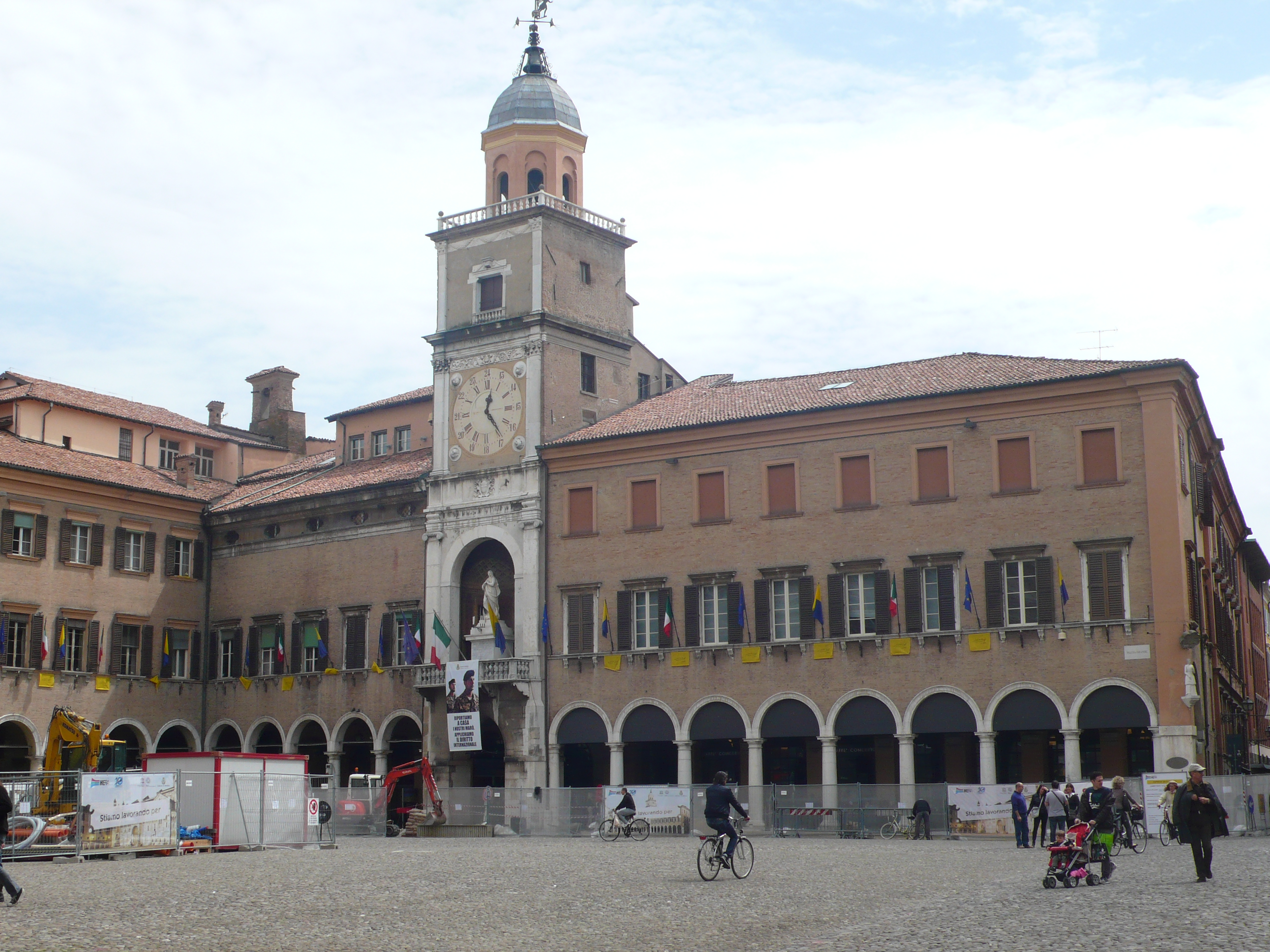
市政宫

- 摩德纳公爵宫：1634年由法兰西斯科一世·埃斯特始建，由法兰西斯科五世完成，是17至19世纪埃斯特宫廷的所在地。宫殿位于前埃斯特城堡的遗址上，曾经位于城市外围。尽管通常归功于巴托洛梅奥·阿万齐尼，但有人认为在设计过程中寻求了当代杰出人物皮埃特羅·達·科爾托納、吉安·洛伦佐·贝尼尼和弗朗切斯科·博罗米尼的建议和指导。宫殿目前设有摩德纳军事学院、军事博物馆和一个珍贵的图书馆。宫殿拥有巴洛克式的立面，从这里可以进入举行军事仪式的荣耀大厅和荣耀楼梯。中央大厅的天花板壁画是马可·安东尼奥·弗朗切斯基尼的17世纪作品《布拉达曼特加冕》。“金色大厅”（Salottino d'Oro）覆盖着镀金的可拆卸面板，被公爵法兰西斯科三世用作他的主要工作柜。

- 摩德纳市政宫（Palazzo Comunale）：面向摩德纳大广场（世界文化遗产），由1046年始建的几座现存建筑，在17世纪和18世纪组合而成，作为市政厅。它的特点是一座15世纪钟楼，与另一座在1671年地震后被拆除的钟楼配对。在内部，值得注意的是“火厅”（Sala del Fuoco），有尼科洛·德尔·阿巴特绘制的门楣（1546年），描绘古罗马的著名人物，在典型的艾米利亚背景中。商会（Camerino dei Confirmati）收藏了城市的象征之一，“被偷的水桶”（Secchia rapita）, 这是一个用来纪念扎波利诺战役（1325 年）战胜博洛尼亚获得的水桶) 。这件文物启发了亚历山德罗·塔索尼的同名诗《被偷的水桶》。摩德纳的另一件中世纪遗物是“普雷达林加多拉”（Preda Ringadora）,它是宫殿门廊旁边的一块长方形大理石，用作演讲的平台，以及名为“博尼西玛”（意为“非常好”）的女性雕像，于 1268 年竖立在广场上，后来安装在门廊上。

- 阿尔比内利市场，一个历史悠久的有盖市场，成立于 1931 年
- 摩德纳和雷焦艾米利亚大学植物园（Orto Botanico dell'Università di Modena e Reggio Emilia）
- 圣卡塔多墓地，由前卫的意大利建筑师阿尔多·罗西 (1971–1997) 设计
- 卢西亚诺·帕瓦罗蒂的故居（博物馆）[2]

## 文化

### 博物馆
- 博物宫（Palazzo dei Musei）：位于圣奥斯定广场，是埃斯特时期民用建筑的典范，与附近的医院一起建于18世纪末，原是为穷人修建的旅舍。如今，它拥有摩德纳的主要博物馆：
  - 埃斯特美术馆，拥有丁托列托、保罗·委罗内塞、圭多·雷尼、科雷吉歐、科斯梅·图拉以及安尼巴莱·卡拉奇和阿戈斯蒂诺·卡拉齐兄弟的作品。最著名的作品是弗朗西斯一世的两幅肖像：吉安·洛伦佐·贝尼尼的雕塑和委拉斯開茲的油画。
  - 埃斯特图书馆, 意大利最重要的图书馆之一，收藏有著名的泥金裝飾手抄本《博尔索·德·埃斯特圣经》。
  - 中世纪和现代艺术博物馆
  - 市立复兴运动博物馆
  - 埃斯特墓碑博物馆
  - 罗马宝石博物馆
  - 格拉齐奥西石膏模型画廊
  - 市立考古学和民族学博物馆

2012年地震发生后，埃斯特美术馆和埃斯特图书馆已于2015年5月29日重新开放。美术馆已经完全修复，但一些作品仍然受损，因此无法看到。
- 摩德纳主教座堂博物馆：于2000年开幕，收藏了丰富的艺术遗产，尤其是礼拜装饰和家具。除了威利格默斯和兰佛朗哥发现的罗马式墙面和屋顶装饰等建筑遗址外，在19世纪至20世纪的修复过程中，在主教座堂区域还发现了罗马、中世纪和文艺复兴时期的浮雕、雕塑和铭文。

- 恩佐·法拉利博物馆（Museo Casa Enzo Ferrari）：博物馆于2012年3月10日落成，包括恩佐·法拉利的出生地和一个未来主义的汽车设计画廊，涂成黄色。展览馆由著名建筑师卡普利基设计，他于2009年突然去世，由他的助手安德里亚·莫甘特完成。室内展示了恩佐·法拉利在整个20世纪的一生中，作为一名男子、司机和汽车制造商的图片、电影和珍贵纪念品。展览馆里有一个灵活的支架，展示了摩德纳赛车运动的故事、人物、地点和比赛。

- 交换卡片博物馆（Museo della figurina）：1986年，朱塞佩·帕尼尼决定将他的藏品捐赠给这座城市，该博物馆于2006年12月15日向公众开放。它位于圣玛格丽塔宫内，也有德尔菲尼图书馆和市画廊也设于宫内。博物馆收藏的藏品，除了经典的贴纸外，还包括香烟卡片、信章、火柴盒和日历。

### 剧院
- 帕瓦罗蒂-弗雷妮市政剧院，原名摩德纳市政剧院，2007年更名为卢奇亚诺·帕瓦罗蒂市政剧院，2021年改为现名。这是一座歌剧院，由建筑师弗朗西斯科·范德利设计，[3] 于1841年10月2日开业。

## 名人
- 加布里瓦·法罗皮奥：中世紀解剖學家
- 卢奇亚诺·帕瓦罗蒂：著名歌剧演唱家
- 恩佐·法拉利：法拉利汽车创始人

## 友好城市
- 奥地利林茨
- 中國本溪
- 美国聖保羅
- 塞爾維亞诺维萨德